# Colombier-le-Vieux
Colombier-le-Vieux ist eine französische Gemeinde mit 677 Einwohnern (Stand 1. Januar 2022) im Département Ardèche in der Region Auvergne-Rhône-Alpes. Sie gehört zum Kanton Haut-Vivarais und zum Arrondissement Tournon-sur-Rhône.

## Infrastruktur und Geografie
Der Bahnhof Colombier-le-Vieux–Saint-Barthélemy-le-Plain befand sich an der Bahnstrecke Tournon–Le Cheylard.
Die Nachbargemeinden sind Saint-Victor im Norden, Étables im Nordosten, Saint-Barthélemy-le-Plain im Südosten, Boucieu-le-Roi im Süden und Bozas im Westen.

## Bevölkerungsentwicklung
| Jahr                       | 1962 | 1968 | 1975 | 1982 | 1990 | 1999 | 2008 | 2014 | 2020 |
| -------------------------- | ---- | ---- | ---- | ---- | ---- | ---- | ---- | ---- | ---- |
| Einwohner                  | 707  | 659  | 504  | 471  | 518  | 551  | 630  | 662  | 652  |
| Quellen: Cassini und INSEE |      |      |      |      |      |      |      |      |      |

## Sehenswürdigkeiten
- Schloss Belle Combe, ursprünglich im 13. Jahrhundert errichtet, seit 1927 als Monument historique eingetragen
- Brücke Pont du Roi über die Doux, seit 1927 als Monument historique eingetragen
- Festes Haus Le Ruissas, zwischen 1560 und 1566 errichtet, mit Umbauten im 17. Jahrhundert

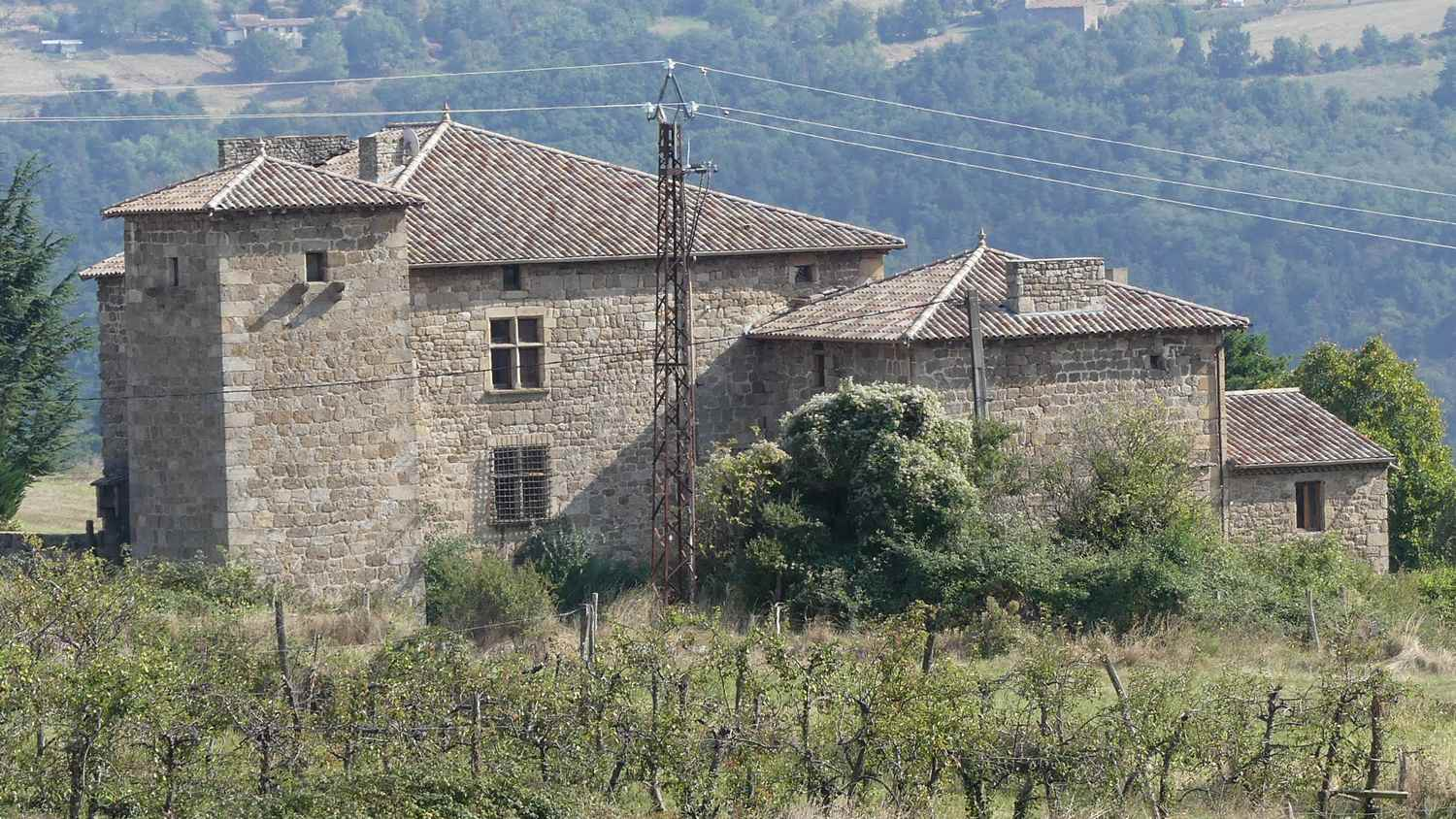
Schloss Belle Combe
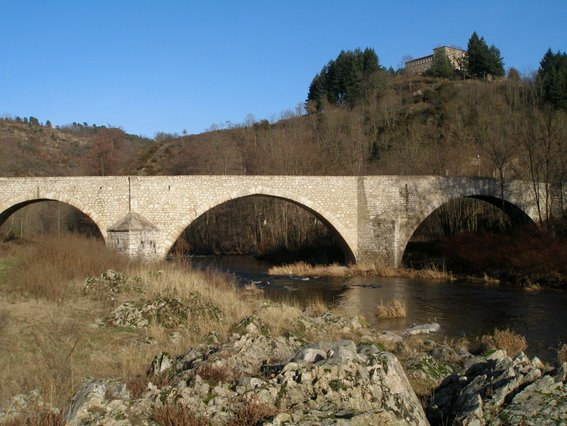
Pont du Roi
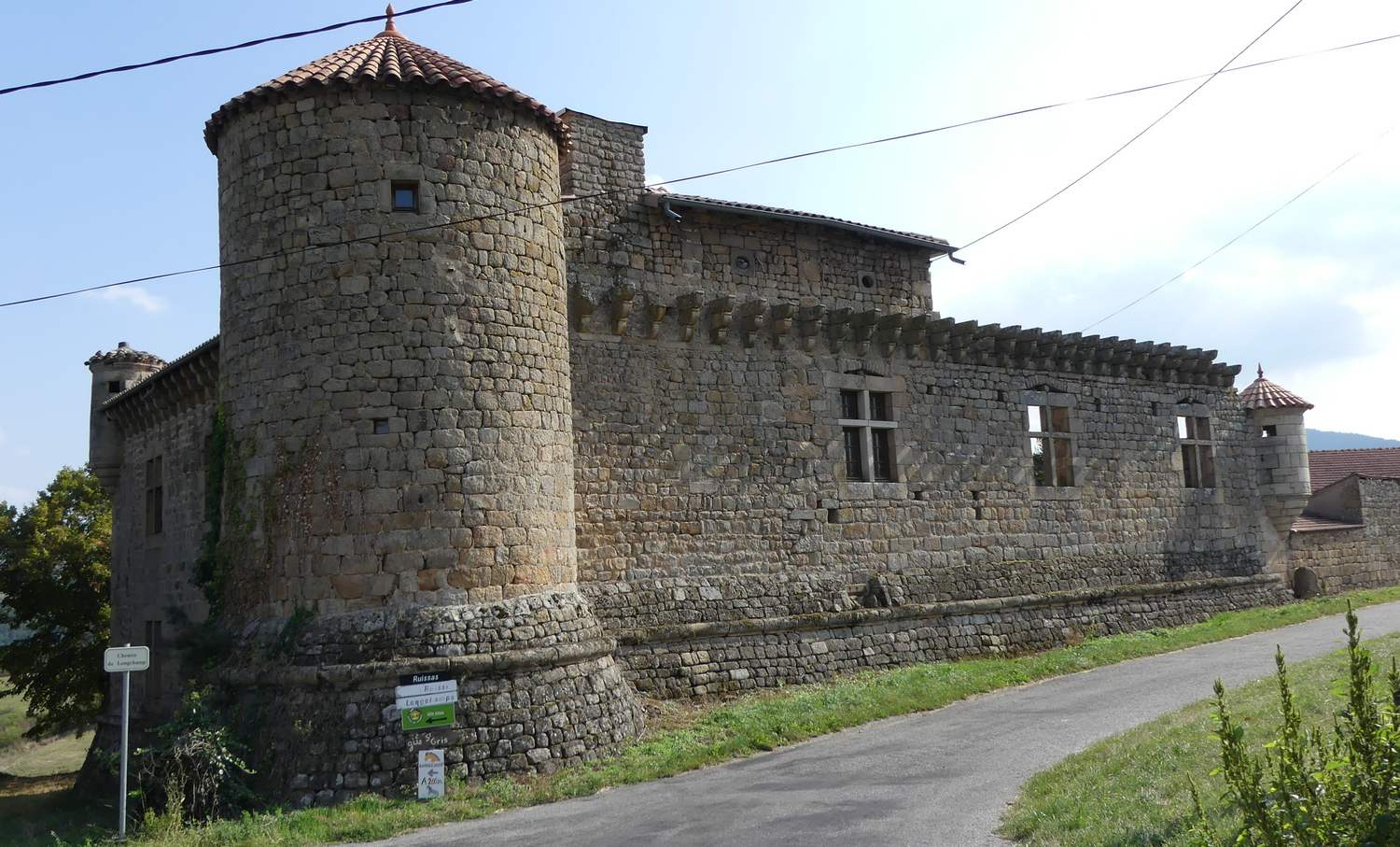
Festes Haus Le Ruissas

## Persönlichkeiten
- Augustin de Lestrange OCR (1754–1827), Trappist, Ordensreformator und Klostergründer, in Colombier-le-Vieux geboren